# Mariane Bournonville
Mariane Bournonville född Jensen 1768, död 1797, dansk ballerina (1784-96) och skådespelare. 
Hon debuterade på Det Kongelige Teater i Köpenhamn 1784 som student till Vincenzo Galeotti. Hon beskrivs som en av balettens stjärnor och var särskilt populär inom komedibalett. Gift 1792 med Antoine Bournonville. 1796 övergick hon till skådespeleriet och blev en succé inom detta fack, men dog redan nästa år.  